# آبشار بارر

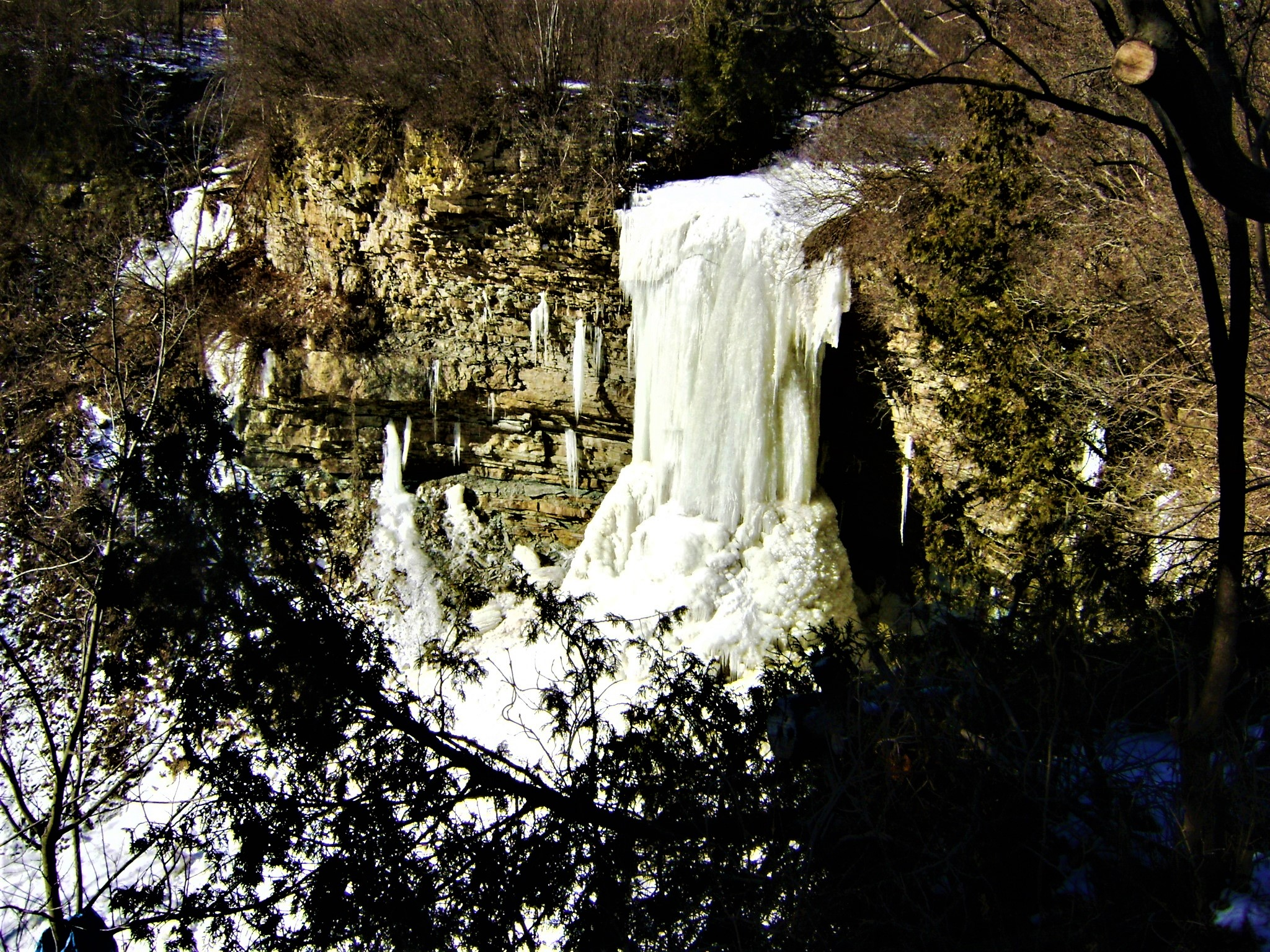
آبشار بارر در زمستان

آبشار بارر (به انگلیسی: Borer's Falls) آبشاری است که در همیلتون (انتاریو)، کانادا واقع شده و ارتفاع کلی ریزشگاه آن ۱۵ متر (۴۹ فوت) است.